# Saint-Seine-sur-Vingeanne
Saint-Seine-sur-Vingeanne település Franciaországban, Côte-d’Or megyében. Lakosainak száma 376 fő (2022. január 1.). Saint-Seine-sur-Vingeanne Pouilly-sur-Vingeanne, Fontaine-Française, Attricourt, Autrey-lès-Gray, Broye-les-Loups-et-Verfontaine és Fahy-lès-Autrey községekkel határos.

## Népesség
A település népessége az elmúlt években az alábbi módon változott:
| Lakosok száma | 291  | 275  | 271  | 353  | 410  | 401  | 393  | 386  | 383  | 376  |
|               | 1968 | 1982 | 1990 | 2006 | 2013 | 2015 | 2017 | 2019 | 2020 | 2022 |